# Powhatan (Virginia)
Powhatan település az Amerikai Egyesült Államok Virginia államában, Powhatan megyében, melynek megyeszékhelye is. Lakosainak száma 402 fő (2020. április 1.).

## Népesség
A település népességének változása:

| 2020 | 402 |